# Łapsze Niżne
Łapsze Niżne est une localité polonaise, siège de la gmina de Łapsze Niżne, située dans le powiat de Nowy Targ en voïvodie de Petite-Pologne.